# Кольшен, Анн-Мари
Анн-Мари Рене Лор Кольшен-Майе (фр. Anne-Marie Renée Laure Colchen-Maillet; 8 декабря 1925, Гавр, Франция — 26 января 2017, Санари-сюр-Мер, департамент Вар, Франция) — французская баскетболистка и легкоатлетка, чемпионка Европы по лёгкой атлетике в Осло (1946) и бронзовый призёр Чемпионата мира по баскетболу среди женщин в Чили (1953).

## Биография
В 1949 г. большой любитель спорта промышленник Роджер Белин взял её на свою фабрику в качестве бухгалтера. После завершения карьеры обучала многих молодых игроков в составе технической комиссии баскетбольного комитета Буш-дю-Рон, также являлся президентом молодежной комиссии, вице-президентом комитета департамента Прованс — Альпы — Лазурный Берег (1985—1986). 

## Спортивная карьера
С 15 лет занималась лёгкой атлетикой и баскетболом в клубе спортивной ассоциации Августина Норманда (ASAN). В 1949 г. перешла в CS Château-Thierry, с 1953 по 1956 г. вновь выступала за Гавр. В 1944 г. вошла в двадцатку лучших прыгуний в высоту в мире, преодолев планку в 1,5 м. 
Становилась четырехкратной чемпионкой Франции (1946, 1948—1950) в прыжках в высоту, на протяжении десяти лет с 1949 г. являлась национальной рекордсменкой в этой дисциплине с результатом (1,63 м).
На первом послевоенном континентальном первенстве по легкой атлетике в Осло (1946) завоевала золото в прыжках в высоту (1,60 м), опередив в том числе рекордсменку мира из Нидерландов Фанни Бланкерс-Кун. В спринтерской эстафете 4х100 м стала серебряным призёром. Через два года в Брюсселе (1950) стала шестой, взяв планку на высоте 1,50 м. 
Участница летних Олимпийских игр в Лондоне (1948).
С 1946 по 1956 г. 63 раза получала вызовы в сборную Франции по баскетболу, дебютировав в матче против Бельгии. В ее составе на чемпионате мира по баскетболу среди женщин в Чили (1953) стала бронзовым призёром и была признана лучшим бомбардиром (набирала в среднем 19,2 балла за игру и в целом 115 очков). За свою международную баскетбольную карьеру провела 66 матчей, заработав 455 баллов, установила рекордное достижение в 30 баллов в одной игре. На национальном уровне трижды становилась чемпионкой Франции (1950, 1951, 1952).
В 1956 г. завершила легкоатлетическую карьеру, а в конце 1960-х гг. — баскетбольную.